# Kamenný Újezdec
Kamenný Újezdec je vesnice v okrese Praha-západ, je součástí obce Kamenný Přívoz. Nachází se 1 km na jihovýchod od Kamenného Přívozu na pravém břehu Sázavy. Prochází zde silnice II/106. Je zde evidováno 486 adres.

## Historie
První písemná zmínka o vesnici pochází z roku 1410.V roce 1476 musel Jan Kobičan z Čečelic dát osadu Oujezdec (nyní Kamenný Újezdec) majiteli dvora Netvořic. V roce 1520 byly Hostěradice, obec Kamenný Přívoz a Oujezdec připojeny k panství týneckému. V roce 1654 bylo zde sedm usedlostí a v roce 1713 toto číslo vzrostlo na devět.
V roce 1907 byl v Kamenném Přívoze založen sbor dobrovolných hasičů a o pět let později rozdělen na sbory v Kamenném Přívoze a v Kamenném Újezdci. Ve 20. letech 20. století byl zde postaven památník obětem 1. světové války. V roce 1945 bylo ještě dopsáno jedno jméno padlého za 2. světové války. Další památník obětem 1. světové války je umístěn na zdejší kapličce. Při prvním československém sčítání lidu v roce 1921 připadalo na 52 domů 374 obyvatel. O devět let později bylo provedeno další sčítání, ale tentokrát více podrobnější. Podle tohoto sčítání zde žilo 416 obyvatel v 78 domech. Dále bylo spočítáno, že v té době lidé ve svých hospodářstvích měli 19 koní, 157 kusů hovězího dobytka, 119 koz, 569 kuřat, 119 prasat, 543 housat, 768 slepic, 75 husí, 7 kachen, 61 kachňat a 20 krůt. Králíci počítáni nebyli.
V roce 1939 se po okupaci nastěhovala do Jílového četa. německých vojáků, a tak se válka dotkla i Kamenného Újezdce. Lidé se začali bránit. Zapalovali místa pro Němce důležitá nebo ničili stroje německé armády. Dne 8. května 1945 z vesnice úplně zmizely zbytky německého vojska.

## Další fotografie

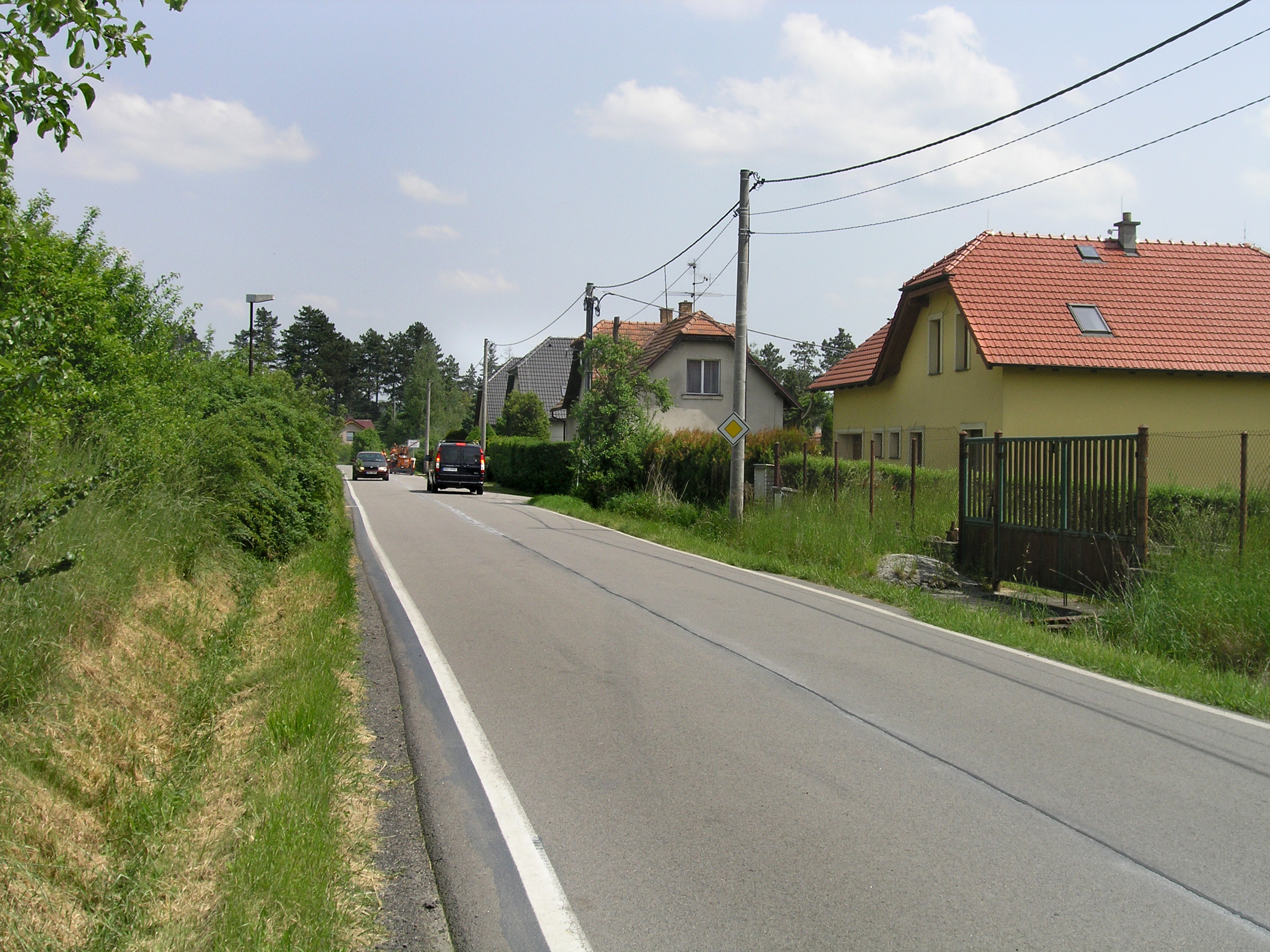
Hlavní ulice  silnie II/106
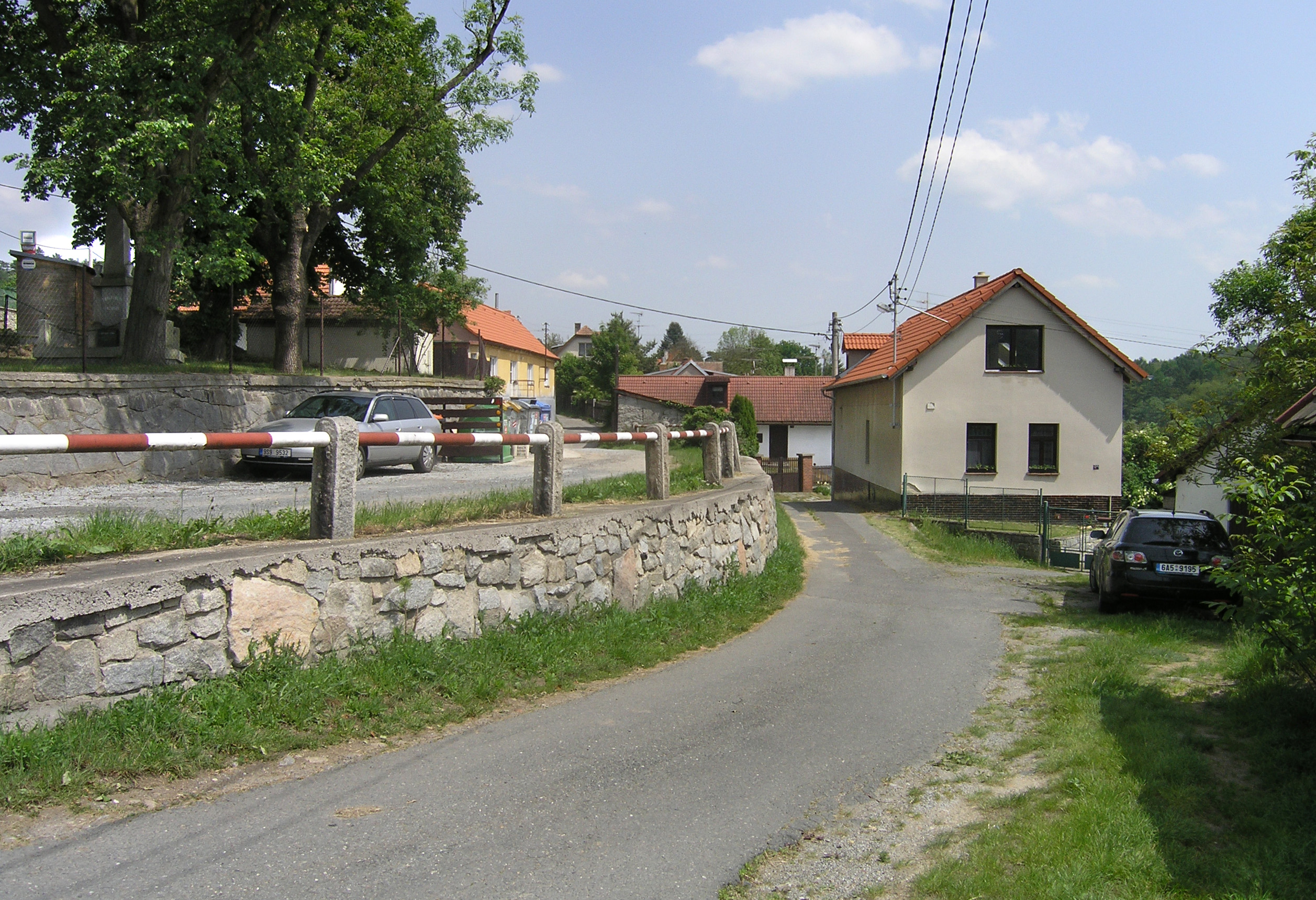
Postranní ulička
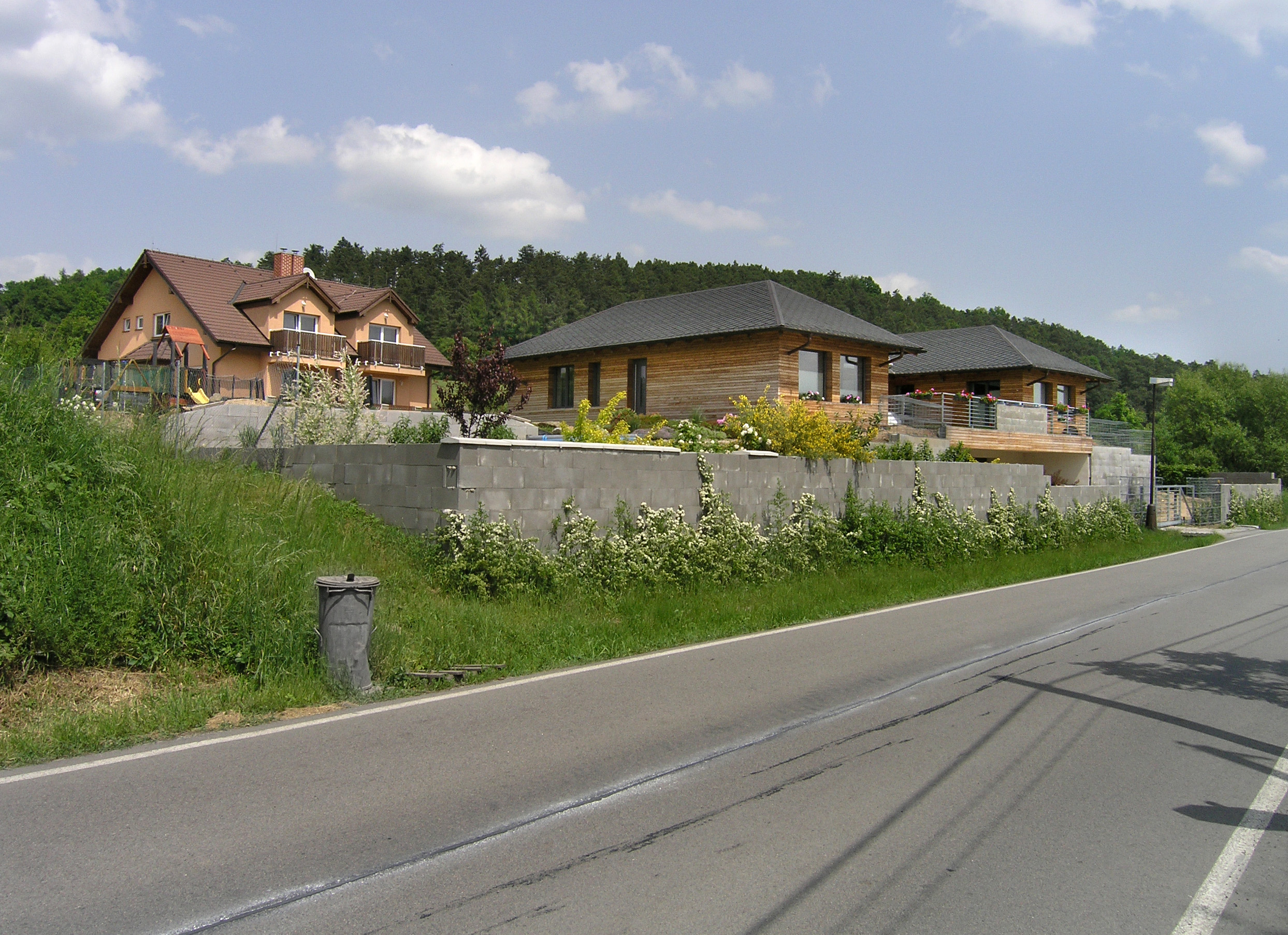
Nové domy